# Tympanuchus
Tympanuchus, česky tetřívek, je nepočetný rod tetřevů z prérijních oblastí Severní Ameriky, kde jsou hovorově nazýváni „prérijní slepice“ (angl. prairie chickens).

## Systematika
Rod Tympanuchus byl vytvořen v roce 1841 německým zoologem Constantinem W. L. Glogerem pro tetřívka prériového.
Název rodu je kombinací starořeckého tumpanon neboli „tympán“ a ēkheō, čili „zvuk“.

### Seznam druhů
Rod Tympanuchus zahrnuje 3 následující druhy:
| Samec | Binomické jméno            | Český název         | Rozšíření                                                                      |
| ----- | -------------------------- | ------------------- | ------------------------------------------------------------------------------ |
|       | Tympanuchus phasianellus   | tetřívek ostroocasý | Na sever k Aljašce a kanadskému Quebecu, na jih ke Kalifornii a Novému Mexiku. |
|       | Tympanuchus cupido         | tetřívek prériový   | Střední části USA, kdysi až k Atlantskému pobřeží.                             |
|       | Tympanuchus pallidicinctus | tetřívek menší      | Texas, západní Oklahoma, východní Nové Mexiko, jihovýchodní Colorado.          |

## Popis
Jedná se o menší až středně velké tetřevy, kteří obývají otevřené oblasti prérií Severní Ameriky. Jejich opeření bývá hnědě a bíle strakaté bez výraznějších rysů. Kohouti mají sytě zbarvené hrdelní vaky, které se v době toku nafouknou vzduchem, čímž lze jednoznačně rozpoznat kohouty od slepic.